# Aquitania (revue)
Pour les articles homonymes, voir Aquitania.
Aquitania est une revue scientifique annuelle à comité de lecture, éditée par la Fédération Aquitania.
Elle publie les travaux de recherche historique et archéologique concernant le Sud-Ouest de la France pour les périodes de l'âge du Fer, l'Antiquité et le Moyen Âge.

## Description
Fondée en 1983, Aquitania est l'une des huit revues interrégionales subventionnées par le Ministère de la Culture,. Elle est également soutenue par l'Université Bordeaux Montaigne et le CNRS. 
Aquitania publie les résultats de travaux de recherche historique ou archéologique concernant les ex-régions Aquitaine, Limousin, Poitou-Charentes (devenues région Nouvelle-Aquitaine depuis 2016) et Midi-Pyrénées. La période considérée va des débuts de l'âge du Fer au début du Moyen Âge.
Les travaux publiés sont issus principalement des chercheurs de la Sous-direction de l'Archéologie, des Universités, du CNRS et de l'Inrap.